# Psilachnum occultum
Psilachnum occultum är en svampart som först beskrevs av Vincenzo de Cesati, och fick sitt nu gällande namn av Raitv. 2004. Psilachnum occultum ingår i släktet Psilachnum och familjen Hyaloscyphaceae.   Inga underarter finns listade i Catalogue of Life.